# Mazeuil
Mazeuil ist eine französische Gemeinde mit 245 Einwohnern (Stand 1. Januar 2022) im Département Vienne in der Region Nouvelle-Aquitaine (vor 2016 Poitou-Charentes); sie gehört zum Arrondissement Châtellerault und zum Kanton Loudun (bis 2015 Kanton Moncontour). 

## Geographie
Mazeuil liegt etwa 31 Kilometer nordwestlich von Poitiers. Umgeben wird Mazeuil von den Nachbargemeinden Saint-Jean-de-Sauves im Norden, Chouppes im Osten, Cuhon im Süden und Südosten, Craon im Süden und Südwesten sowie La Grimaudière im Westen.

## Bevölkerungsentwicklung
| Jahr                      | 1962 | 1968 | 1975 | 1982 | 1990 | 1999 | 2006 | 2013 |
| Einwohner                 | 358  | 308  | 298  | 280  | 273  | 254  | 243  | 217  |
| Quelle: Cassini und INSEE |      |      |      |      |      |      |      |      |

## Sehenswürdigkeiten
- Kirche Saint-Hilaire aus dem 12. Jahrhundert, seit 1963 Monument historique
- Windmühle von Bellien

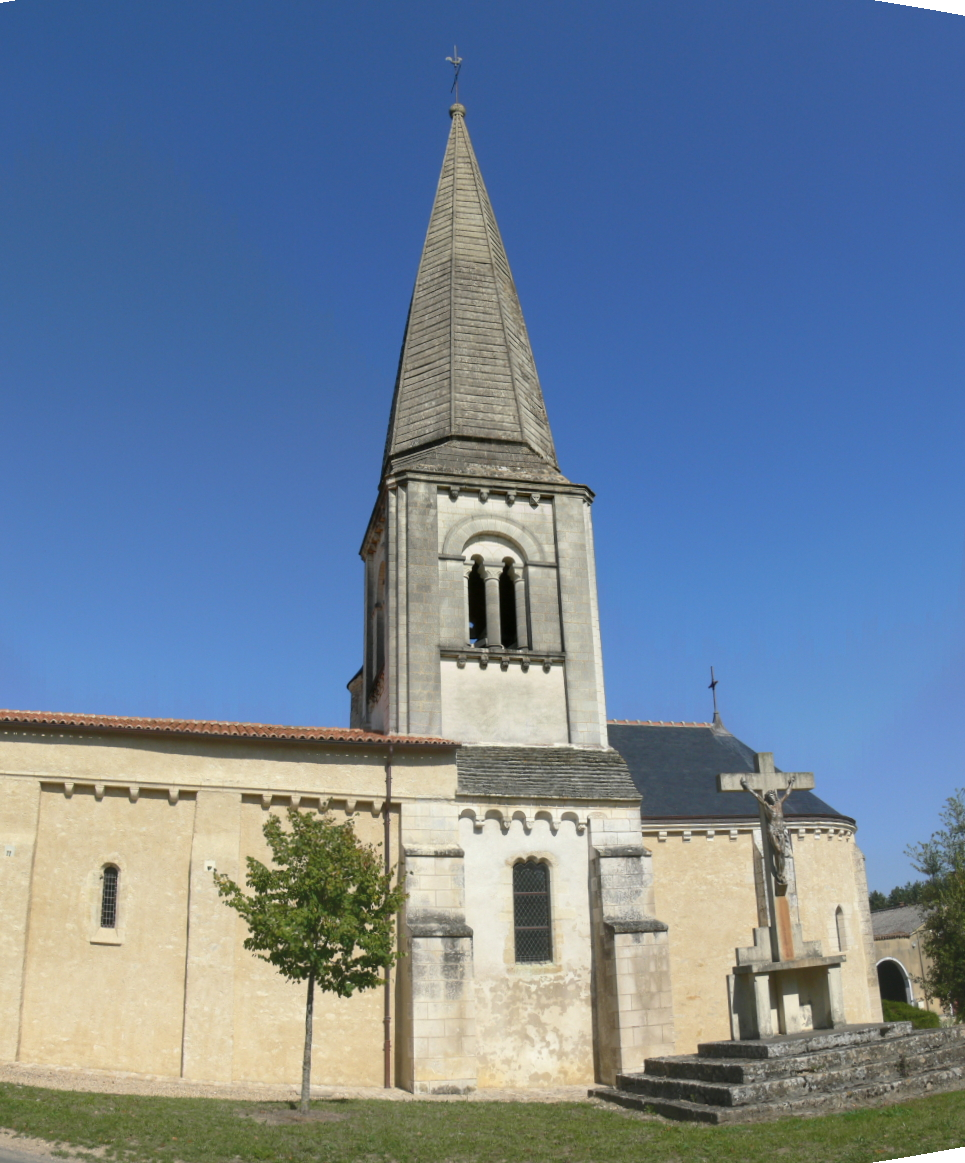
Kirche Saint-Hilaire
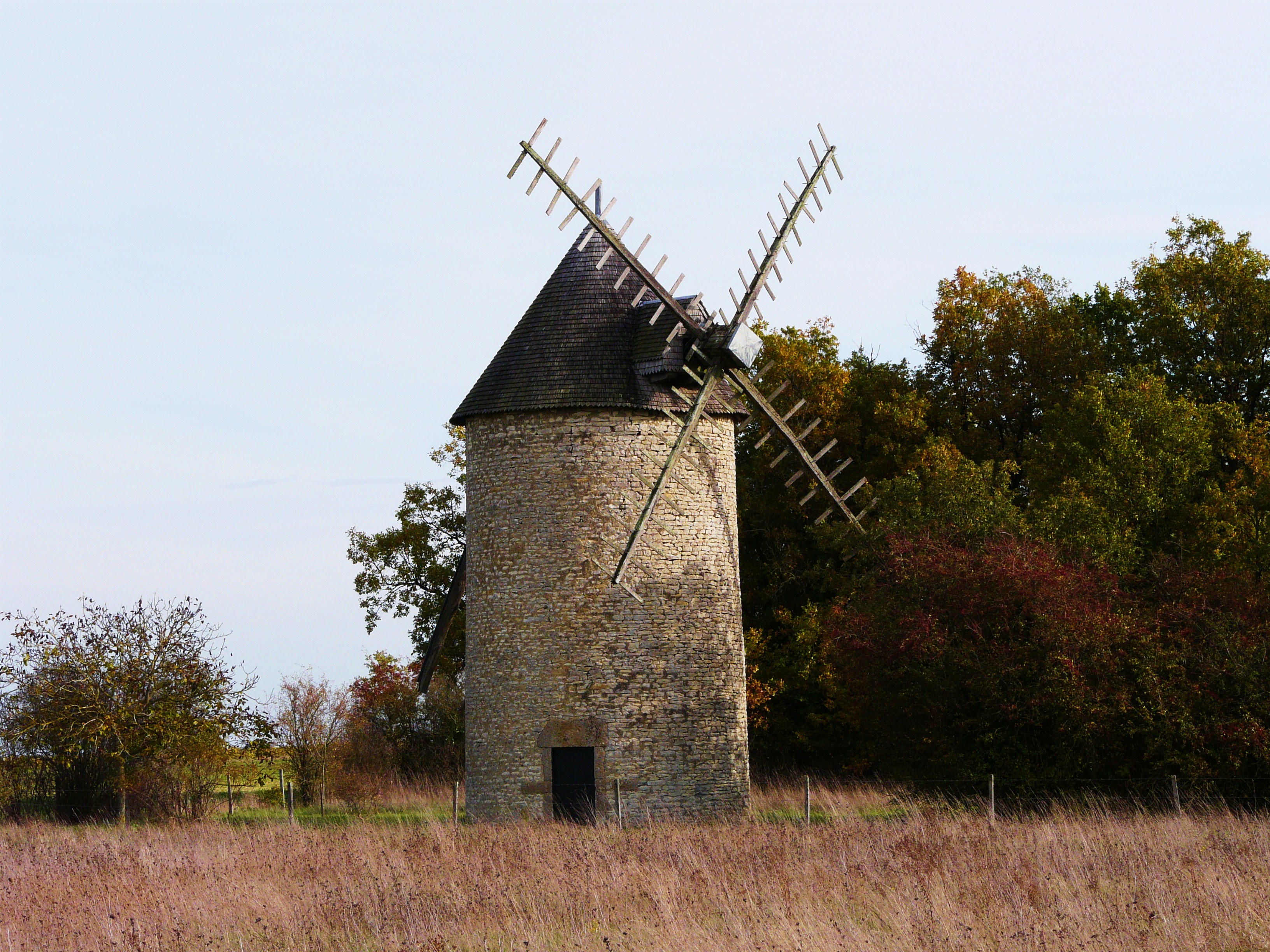
Mühle von Bellien